# Thalach-Quellgebiet
Das Thalach-Quellgebiet ist ein Naturraum (110.40) im Vorland der Anlauteralb im Vorland der Südlichen Frankenalb im Fränkischen Keuper-Lias-Land im Südwestdeutschen Stufenland.
Es wird durch Thalach und Schwarzach eingegrenzt. Im Norden grenzt es an die Rother Sandplatten (113.50), im Osten an das Freystädter Albvorland westlich der Schwarzach (111.00), an die Staufer Eisensandsteinberge (110.41), im Süden an die Anlauteralb (082.27) und den Anlauter-Braunjuratrichter (082.28) und im Westen an das Vorland der Weißenburger Alb (110.32). Das Gebiet wird land- und forstwirtschaftlich genutzt.
Das Gebiet gehört politisch zum Markt Thalmässing und der Stadt Heideck. Es umfasst die Ortsteile Laibstadt, Abertzhausen, Rudletzholz, Tiefenbach, Kolbenhof, Alfershausen, Rabenreuth, Ohlangen und Thalmässing.